# Stanisław Kasiewicz
Stanisław Kasiewicz (ur. 27 lutego 1946 w Sanoku) – polski ekonomista, profesor w Szkole Głównej Handlowej w Warszawie (SGH). Ekspert w dziedzinie finansów.

## Życiorys
Absolwent Wydziału Finansów i Statystyki Szkoły Głównej Planowania i Statystyki (SGPiS, obecnie SGH). W 1978 r. uzyskał na Wydziale Ekonomiki Produkcji SGPiS stopień doktora nauk ekonomicznych za pracę Echo inwestycyjne w przemyśle PRL. W 1988 r. otrzymał stopień doktora habilitowanego na podstawie rozprawy Metody wyceny środków trwałych w polskim przemyśle, a w 2004 r. tytuł profesora.
Od 1971 r. przechodził kolejne szczeble rozwoju naukowego w macierzystej uczelni, od asystenta, poprzez stanowisko adiunkta i profesora nadzwyczajnego. W latach 1994–2013 sprawował funkcję kierownika Katedry Analizy Działalności Przedsiębiorstwa w Kolegium Nauk o Przedsiębiorstwie (KNoP). Od 2013 pracownik naukowo-dydaktyczny w Zakładzie Zarządzania Ryzykiem w Instytucie Finansów Korporacji i Inwestycji KNoP.
Początkowo zajmował się problematyką inwestycji i reprodukcji środków trwałych w polskim przemyśle. Od początku XXI wieku jego zainteresowania koncentrują się wokół zagadnień zarządzania ryzykiem biznesowym oraz oceną skutków regulacji w sektorze finansowym, w szczególności zasadą proporcjonalności i zarządzaniem ryzykiem regulacyjnym oraz kulturą ryzyka w sektorze finansowym. W tych dziedzinach prowadzi działalność naukowo-badawczą, dydaktyczną, szkoleniową i doradczą. 
Był długoletnim członkiem zespołu Leszka Balcerowicza przygotowującego fundamenty polskiej reformy gospodarczej, odpowiedzialnym za opracowanie założeń i zasad działania przedsiębiorstw w obszarze inwestycyjnym. W latach 1999–2001 był członkiem Zespołu Doradców ds. Reprywatyzacji przy Ministrze Skarbu Państwa i ekspertem rządu w sejmowej komisji nadzwyczajnej do spraw projektu ustawy o reprywatyzacji. Pełnił funkcje m.in. członka Rady Nadzorczej PKO BP (2003–2006), Rady Bankowego Funduszu Gwarancyjnego (1995–2003). W latach 2007–2010 był członkiem Komitetu Nauk o Finansach PAN.
Od 2013 r. pełni funkcję sekretarza naukowego ALTERUM Ośrodek Badań i Analiz Systemu Finansowego w Warszawskim Instytucie Bankowości. Jest członkiem Komitetu Doradczego Rzecznika Finansowego oraz zespołu ekspertów Team Europe przy Przedstawicielstwie Komisji Europejskiej w Polsce.
Członek rad programowych czasopism „Finansowanie Nieruchomości” i „Finanse”.
Wypromował kilkunastu doktorów. Jego dorobek publikacyjny liczy ponad 290 pozycji.

## Ważniejsze publikacje
- S. Kasiewicz, PSD 2. Krytyczny przystanek na drodze do nowej ery bankowości, Oficyna Wydawnicza SGH, Warszawa 2018, ISBN 978-83-8030-217-4.
- S. Kasiewicz, L. Kurkliński, Sektor finansowy a priorytety regulacyjne Unii Europejskiej - perspektywa Polski [w:] Polska w Unii Europejskiej Nowe wyzwania, Komisja Europejska Przedstawicielstwo w Polsce, Warszawa 2018, s.163-173, ISBN 978-92-79-74153-1.
- S. Kasiewicz, L. Kurkliński, Zagrożenia dla klientów i banków w bankowości elektronicznej [w:] Ochrona konsumenta na polskim i międzynarodowym rynku finansowym, Wolters Kluwer, Warszawa 2018, s. 312-324,ISBN 978-83-8160-117-7.
- S. Kasiewicz, L. Kurkliński, Polska aktywność w Parlamencie Europejskim wobec pokryzysowych wyzwań regulacyjnych [w:] Reprezentacja interesów gospodarczych i społecznych w Unii Europejskiej, Wydawnictwa Uniwersytetu Warszawskiego, Warszawa 2017, ISBN 978-83-235-2938-5.
- S. Kasiewicz, L. Kurkliński, The principle of proportionality – the new concept for regulatory impact assessment [in:] Imperative of Economic Growth in the Eurozone: Competitiveness, Capital Flows and Structural Reforms, Vernon Press 2017, ISBN 978-1-62273-263-0.
- S. Kasiewicz, L. Kurkliński, Regulatory Risk in the EU Banking Sector [in:] Risk Management in Public Administration, Palgrave Macmillan 2017, ISBN 978-3-319-30876-0.
- S. Kasiewicz, Teoria i praktyka zarządzania ryzykiem regulacyjnym w sektorze finansowym, ALTERUM, Warszawa 2016, ISBN 978-83-922099-6-6.
- S. Kasiewicz, L. Kurkliński, W. Szpringer, Zasada proporcjonalności. Przełom w ocenie regulacji, ALTERUM, Warszawa 2014, ISBN 978-83-922099-5-9.
- S. Kasiewicz, L. Kurkliński, M. Marcinkowska, Sektor bankowy – motor czy hamulec wzrostu gospodarczego, ALTERUM, Warszawa 2013, ISBN 978-83-922099-3-5.
- S. Kasiewicz, L. Kurkliński (red.), Szok regulacyjny a konkurencyjność i rozwój sektora bankowego, Warszawski Instytut Bankowości, Warszawa 2013, ISBN 978-83-922099-2-8.
- S. Kasiewicz (red.), Ryzyko inwestowania w polskim sektorze energetyki odnawialnej, CeDeWu, Warszawa 2012, ISBN 978-83-7556-462-4.
- S. Kasiewicz (red.), Zarządzanie zintegrowanym ryzykiem przedsiębiorstwa w Polsce. Kierunki i narzędzia, Wolters Kluwer, Warszawa 2011, ISBN 978-83-264-1031-4.
- S. Kasiewicz, J. Ormińska, W. Rogowski, W. Urban, Metody osiągania elastyczności przedsiębiorstw: od zarządzania zasobowego do procesowego, Oficyna Wydawnicza SGH, Warszawa 2009, ISBN 978-83-7378-454-3.
- S. Kasiewicz, W. Rogowski, Inwestycje hybrydowe: nowe ujęcie efektywności, Oficyna Wydawnicza SGH, Warszawa 2009, ISBN 978-83-7378-443-7.
- S. Kasiewicz, W. Rogowski, M. Kicińska, Kapitał intelektualny. Spojrzenie z perspektywy interesariuszy, Oficyna Ekonomiczna, Kraków 2006, ISBN 83-7484-022-6.
- S. Kasiewicz, Budowanie wartości firmy w sferze zarządzania operacyjnego, SGH, Warszawa 2005, ISBN 83-7378-140-4.

## Odznaczenia i nagrody
- Medal im. Mikołaja Kopernika Związku Banków Polskich (2016)[23]
- Odznaka Honorowa Związku Banków Polskich (2012)
- Laureat Nagrody Beta za publikację Budowanie wartości firmy w zarządzaniu operacyjnym (2006)[24]
- Złoty Krzyż Zasługi (2005)[25]
- Odznaka honorowa „Zasłużony dla Warmii i Mazur”(1979)